# Fat Music for Fat People
Fat Music Volume 1: Fat Music for Fat People è la prima raccolta pubblicata dall'etichetta Fat Wreck Chords nel 1994.

## Tracce
1. Anti Manifesto - Propagandhi   – 3:36
2. Know It All - Lagwagon  – 2:31
3. In Harm's Way - Strung Out  – 2:34
4. Skin Deep - Guns 'N' Wankers  – 2:53
5. Feeding the Fire - No Use for a Name  – 2:29
6. 2 RAK 005 - Bracket  – 2:33
7. Weave And Unravel (demo) - Tilt  – 2:20
8. You've Got a Problem - Face to Face  – 2:49
9. United Cigar - Good Riddance  – 2:40
10. Blink - 88 Fingers Louie  – 2:40
11. Just a Feeling - Rancid  – 1:59
12. Mr. Coffee - Lagwagon  – 2:17
13. Homophobia Are Just Pissed Cause They Can't Get Laid - Propagandhi  – 1:44
14. Kill All the White Man - NOFX  – 2:49
15. Cut Beat Bang - Lewis Maclean  – 3:21